# Aethia psittacula
Aethia psittacula là một loài chim Bắc Thái Bình Dương trong họ Alcidae. Loài chim này sinh sống ở Bắc Thái Bình Dương. Mùa sinh sản bắt đầu vào tháng 4 và tháng 5 trong các đàn sinh sản thường được chia sẻ với các loài aethia khác. Mỗi tổ một trứng ấp trong hơn một tháng, chim non được cho ăn 4 lần một ngày khoảng 35 ngày. 